# El gran vals (Camille Claudel)
El gran vals o La grande valse es una escultura de bronce hecha por Camille Claudel de la cual se conocen dos versiones: una realizada en 1903 con los dos personajes desnudos, rodeados con un gran manto espumeante y que se encuentra desaparecida, y una realizada en 1905 que se encuentra en el Museo Soumaya donde la desnudez de la mujer es cubierta hasta la cintura.
La escultura representa a una pareja que baila sin mirarse directamente, con la cabeza de la figura femenina reclinada hacia el lado izquierdo.

Las heroínas de Camille Claudel no miran al espectador ni a su compañero. Sus parejas no intercambian una sola mirada. Prisioneras de su soledad, Sakountala y la mujer bailando el vals cierran sus ojos al amor, atentas a su propio placer, tratando de asir una efímera voluptuosidad.
Reine-Marie Paris

En palabras de Armand Dayot
No son dos vulgares bailarines desnudos pesadamente acoplados, sino un gracioso enlace de formas soberbias balanceadas en un ritmo armonioso, en medio de la envoltura arremolinada de las vestiduras.
La bailarina de El gran vals está ligada con la protagonista del grupo escultórico El abandono de 1905, en donde la figura femenina inclina la cabeza hacia el lado izquierdo. Se cree también que esta escultura está fuertemente influenciada por la relación de la escultora con Auguste Rodin y está relacionada de forma simbólica con La edad madura, considerada por algunos autores como el símbolo del fin de su relación. Si bien esta separación se nota desde la década de 1890, con los dibujos que Claudel le dedicaba a Rodin y Rose (Système Cellulaire, Réveil), la separación formal de los amantes se da en 1898 y el sentimiento de ruptura nunca la abandona y se plasma en su obra. La grande valse se inició en 1892 y la artista la retomó en 1895, y fue producida posteriormente por Eugène Blot. Claude Debussy se inspiró en esta obra para la su composición La plus que lente. 